# Jukebox: un rêve américain fait au Québec
 (novembre 2020).
Pour plus de détails, voir Fiche technique et Distribution.
Jukebox : un rêve américain fait au Québec est un film documentaire québécois réalisé par Éric Ruel et Guylaine Maroist sorti en 2020. Le film met en vedette : Michèle Richard, Renée Martel, Bruce Huard (Les Sultans), Denise Biron et Hélène Laflèche (Les Milady’s), Michel Constantineau, Pierre Trudel et Denis Pantis,.

## Synopsis
Jukebox : un rêve américain fait au Québec raconte les débuts de l'industrie du disque au Québec. On y retrace, la carrière de Denis Pantis, producteur de disques dans les années 1960, un inconnu dont le Québec connaît toutes les chansons par cœur. Autour de lui, une nouvelle génération de stars, de producteurs, de musiciens et de paroliers va émerger, qui ensemble vont mettre en place une industrie du disque "indépendante" comme aucune autre au monde.

## Fiche technique
- Titre : Jukebox : un rêve américain fait au Québec
- Réalisation : Éric Ruel et Guylaine Maroist[3]
- Scénario : Éric Ruel, Guylaine Maroist avec la collaboration de Sylvain Cormier et Salomé Dauffy-Maliarevsky
- Production : Éric Ruel et Guylaine Maroist
- Sociétés de production : La Ruelle Films[4]
- Montage : Éric Ruel
- Photographie : Fabien Coté, Richard Hamel, Jean-François Perreault et Éric Ruel
- Pays : Québec, Canada
- Lieux de tournage : Québec
- Durée : 93 minutes
- Distribution : La Ruelle Films (Québec)
- Langue : Français
- Dates de sortie :
  -  Québec : 4 septembre 2020[5]
- Dates de sortie en DVD et Vidéo sur demande :
  -  Québec : 1er décembre 2020

## Distribution
- Michèle Richard
- Renée Martel
- Bruce Huard (Les Sultans)
- Denise Biron
- Hélène Laflèche (Les Milady’s)
- Michel Constantineau
- Pierre Trudel
- Denis Pantis
- Ginette Laterreur
- Gilles Girard
- Pierre Lalonde

## Réception du film

### Recettes
Le film a cumulé des recettes en salles de 40 434$ entre le 4 septembre et le 20 septembre 2020, se positionnant au top 10 des films québécois lors de ses trois semaines en salle.

### Festivals
- 2020 : Rendez-vous Québec Cinéma[7]